# أور نانشي
أور نانش أو أور نانشي (بالسومرية: 𒌨𒀭𒀏) هو أول ملك لسلالة لكش الأولى. أسس مملكته في حوالي سنة 2500 ق. م في العصر البرونزي، عُرّفت أسماءه حيث قام ببناء المعابد وشق القنوات، حارب هذا الملك سلالة أوما وأخذ من هناك العديد من تماثيل الآلهة هناك، وكان يتاجر مع دلمون.